# VSB-Modulation
Die VSB-Modulation, (en. Vestigial SideBand Modulation, dt. Restseitenbandmodulation) ist eine Form der Amplitudenmodulation und kann sowohl für analoge als auch digitale Signale verwendet werden, z. B. Fernsehen. Der Vorteil bei analoger VSB liegt gegenüber einer Amplitudenmodulation mit zwei identischen Seitenbändern sowohl in der reduzierten Bandbreite als auch einem kleineren Energiebedarf durch Einsatz eines Tiefpassfilters.

## Analoge VSB-Modulation
Bei der für analoges Fernsehen verwendeten analogen VSB wird der Träger ausgestrahlt, wobei jedoch nur das 1. Seitenband mit max. 100 % möglichen Leistung bei m = 1 ausgestrahlt wird, während das 2. Seitenband und der Träger durch ein Tiefpass-Filter sowohl in der Amplitude als auch in der Bandbreite begrenzt wird.
Für die Erzeugung des abzustrahlenden analogen TV-Signals (en. Television-Signal, dt. Fernsehsignal), wird das Composite-Videosignal (mindestens Horizontale- und Vertikale-Bildsynchronisierung, die Helligkeitsinformation und mindestens ein Tonsignal) auf einen HF-Träger unter Nutzung von Amplitudenmodulation aufmoduliert. Dabei entspricht die benötigte Bandbreite des mit dem Composite-Videosignal amplitudenmodulierte CDSB Signal der doppelten Bandbreite des zur Modulation verwendeten Composite-Videosignals. 

HF-Spektrum eines analogen VSB modulierten TV-Signals

Durch ein zusätzliches Tiefpassfilter wird sowohl das untere Seitenband weitestgehend und der Träger und Teile des Upper-Side Bands teilweise unterdrückt, wodurch sich der Bandbreitenbedarf der analogen Vestigial Amplituden-Modulation im Vergleich zu einem CDSB Signal stark verringert. 

## Digitale VSB-Modulation

Modulationsverfahren QAM und VSB im Vergleich und deren Betragsspektren

Bei der digitalen Restseitenbandmodulation genannt, ist eine Modulationstechnik in der digitalen Signalverarbeitung, die eine Amplitudenmodulation mit der Restseitenbandtechnik kombiniert. Zur Vermeidung einer Verwechslung mit der analogen SSB-Modulation wird sie als 4-VSB, 8-VSB oder 16-VSB bezeichnet, wobei die Ziffern die Anzahl der verfügbaren Symbole ausdrückt.
Eine 2n-VSB ist eng verwandt mit einer 22n-Quadraturamplitudenmodulation (QAM). Es wird ein Träger mit der Frequenz F zur Informationsübertragung verwendet. Das komplexe Signal in Basisbandlage wird durch zwei Signalkomponenten, welche als I (Realteil) und Q (Imaginärteil) bezeichnet sind, ausgedrückt.
Pro Symbol werden bei VSB n Bit übertragen, bei QAM werden 2·n Bit zugeordnet. Die doppelte Anzahl an Bit bei QAM ergibt sich aus dem Umstand, dass das I bzw. Q-Signal unabhängig voneinander je n Bit an Information pro Symbol aufnehmen können. Bei VSB ist hingegen das Q Signal direkt vom I-Signal abhängig.
Bei VSM wird zur Entfernung eines Seitenbandes zunächst mit Hilfe der Hilbert-Transformation ein analytisches Signal in Basisbandlage (I und Q) gebildet. Damit trägt sowohl I als Q die identische Information. In Bandpasslage, nach Multiplikation mit der Trägerfrequenz F, werden die beiden Anteile wie bei QAM addiert, wodurch ein Seitenband, beispielsweise die negativen Frequenzanteile, verschwinden. Dadurch wird gegenüber einer 22n-QAM nur die halbe Bandbreite benötigt.
Die spektrale Effizienz ist somit die gleiche einer QAM. Bei gleichem Signal-Rausch-Verhältnis (SNR) und gleicher Symbolrate wird die halbe Datenrate einer QAM bei halber Bandbreite erreicht. Zur Demodulation ist genauso wie bei der QAM – im Unterschied zu z. B. der beim Rundfunk auch benutzten Amplitudenmodulation (AM) – das Trägersignal in gleicher Phase wie beim Sender vonnöten; es muss aus dem Empfangssignal rekonstruierbar sein – was bei der Kodierung der übertragenen Signale berücksichtigt werden muss.

### Hauptunterschiede 16QAM- und 4-VSB-Modulation

Konstellationsdiagramm einer 16-QAM im Vergleich zu einer 4-VSB in der komplexen IQ-Ebene

Links ist ein Konstellationsdiagramm einer 16-QAM und einer direkt vergleichbaren 4-VSB Modulation dargestellt. Bei der 16-QAM können pro Symbol 4 Bit dargestellt werden, was den vier Stufen bzw. je zwei Bit auf der I bzw. Q-Achse entspricht. Bei 4-VSB liegt die Information am Empfänger nur auf einer Achse vor, beispielsweise in Richtung von Q. Die Auslenkung auf I ist dann ohne Bedeutung und kann einen Streifen darstellen. Es kann mit so gebildeten vier Stufen bzw. „Streifen“ in der komplexen Ebene zwei Bit pro Symbol dargestellt werden, was bei identischer Symbolrate den halben Datendurchsatz der VSB im Vergleich zu QAM ausdrückt.
Bei nicht korrekt eingestellter Phasenlage im Empfänger kommt es zu einer Drehung des Konstellationsdiagramms und damit verbundenen Fehlern. Des Weiteren ist bei der VSB im Vergleich zu QAM ein etwas höherer Aufwand bei der Modulation verbunden, dafür etwas geringerer Aufwand bei der Demodulation. Dies ist deswegen der Fall, weil die Hilbert-Transformation im Modulator statt im Demodulator benötigt wird. - zumindest in der Basisimplementierung eines Coders und Decoders.
Die VSB-Modulation wird, im Gegensatz zur QAM, in der Praxis nicht mit Mehrträgerverfahren wie Orthogonal Frequency-Division Multiplexing (OFDM) kombiniert.

### Verwendung digitale VSB
Das terrestrische Digitalfernsehen in Nordamerika nach ATSC-Standard verwendet standardmäßig VSB und nicht OFDM in Kombination mit QAM wie bei den in Europa und weiten Teilen Asiens üblichen DVB-T. Die HF-Bandbreite ist bei ATSC an den NTSC-Kanalraster angelehnt und beträgt 6 MHz, die Symbolrate 10,76 MSymbole/s. Verwendet wird 8-VSB, was eine Bruttodatenrate von 32,28 MBit/s ergibt. Die meist angegebene Nettodatenrate liegt bei etwa 60 % dieses Wertes.
Für höhere Datenraten im Kabel ist nicht 16-VSB, sondern 64-QAM und 256-QAM vorgesehen.
- 64-QAM: Symbolrate: 5,056941 MSymbole/s, Bruttodatenrate: 30,34165 Mbit/s
- 256-QAM: Symbolrate: 5,360537 MSymbole/s, Bruttodatenrate: 42,88430 Mbit/s